# Шешир професора Косте Вујића
Шешир професора Косте Вујића је чувени хумористички роман српског књижевника Милована Витезовића.
Иако је од почетка писан као роман, Шешир професора Косте Вујића је своје прво јавно представљање имао као телевизијска драма, која је први пут приказана 24. фебруара 1972. године, и од тада шест пута репризирана, као најгледанија ТВ драма Телевизије Београд. Уврштена је и у Антологију телевизијске драме (1975).
Роман Шешир професора Косте Вујића објављен је у издању издавачке куће Вук Караџић 1983. године. Друго издање изашло је у едицији Просветине џепне књиге 1988. године, а треће у издању Југославијепублика и Вука Караџића 1989.
Роман је награђен наградом Политикиног забавника 1984. године.

## Радња романа
Коста Вујић, главни лик романа, је ексцентрични професор немачког језика у Првој београдској гимназији. Роман прати последњу, матурантску школску годину разреда коме је професор Вујић разредни старешина, а која је и последња година рада пред пензију професора Вујића. Радња је смештена на сам крај 19. века, а матуранти професора Вујића су они који ће касније обележити Србију свог времена: Јован Цвијић, Михаило Петровић Алас, Јаков Продановић, Милорад Митровић, Павле Поповић, Василије Симић и др.

## Рекли су
- Код Вујића нема забушанта,
Сад још једног има матуранта.

Душан Радовић
- Велика је храброст уз београдска Три шешира додати још један и успјети у томе.

Густав Крклец
- Сви смо ми изашли из некаквог шињела. Само се, Бога ти, овај Витезовић извукао из шешира професора Косте Вујића!

Бранко Ћопић